# Râpa „Rudîi Iar”
Râpa „Rudîi Iar” este un monument al naturii de tip geologic sau paleontologic în raionul Ocnița, Republica Moldova. Este amplasat în satul Naslavcea, nu departe de „Carpov Iar”, ocolul silvic Ocnița, Naslavcea, parcela 3, subparcelele 1, 2, 4, 18-21. Are o suprafață de 22,5 ha conform Legii ariilor protejate sau 19 ha conform unor măsurări mai recente. Obiectul este administrat de Întreprinderea de Stat pentru Silvicultură Edineț.

## Descriere
Râpa este situată în valea râulețului Chisărău, la aprox. 1.370 m de la gura de vărsare a acestuia și la circa 1.400 m de biserica din Naslavcea. Este situată în proximitatea râpii „Carpov Iar”, care se află la aprox. 670 m în amonte. Pe platoul amplasat între cele două monumente naturale au fost excavate mai multe unelte și obiecte aparținând oamenilor din epoca de piatră.
Pe teritoriul sitului aflorează calcare de vârstă volhiniană (Sarmațianul inferior), suprapuse pe strate de cremene compactă, a cărei vârstă nu este stabilită, estimându-se că provine din cretacic sau neogen. Aflorimentul mai conține calcare marnoase de vârstă cenomaniană (Cretacicul superior) și un complex de roci vendiene (formațiunea de Kalius și „Gresiile de Otaci”), delimitat de geologul Theodor Văscăuțanu.

## Statut de protecție
Obiectivul a fost luat sub protecția statului prin Hotărîrea Sovietului de Miniștri al RSSM din 13 martie 1962 nr. 111, iar statutul de protecție a fost reconfirmat prin Hotărîrea Sovietului de Miniștri al RSSM din 8 ianuarie 1975 nr. 5 și Legea nr. 1538 din 25 februarie 1998 privind fondul ariilor naturale protejate de stat. Deținătorul funciar al monumentului natural este Întreprinderea de Stat pentru Silvicultură Edineț (în trecut numită Gospodăria Silvică de Stat Edineț).
Râpa prezintă interes științific de importanță internațională în ce privește cartarea geologică și studiul stratigrafic al formațiunilor sedimentare ale Platformei Est-Europene.
Conform situației din anul 2016, este necesară organizarea unor cercetări mai detaliate și includerea zonei în trasee turistice, pentru a valorifica întregul potențial științific și respectiv turistic. De asemenea, dată fiind apropierea de râpa „Carpov iar” cu proprietăți geologice asemănătoare, este indicată valorificarea acestora în comun.

## Galerie de imagini

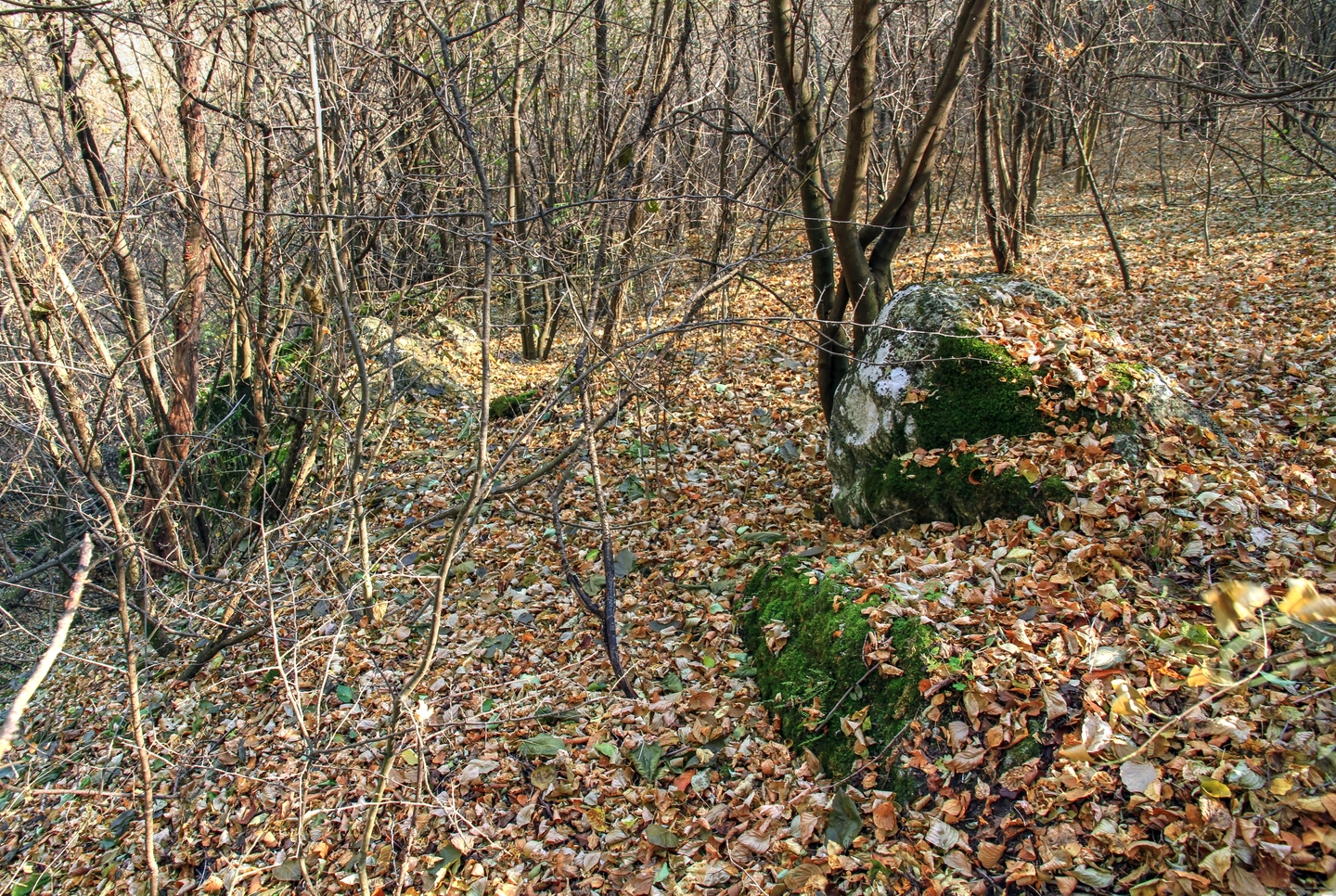
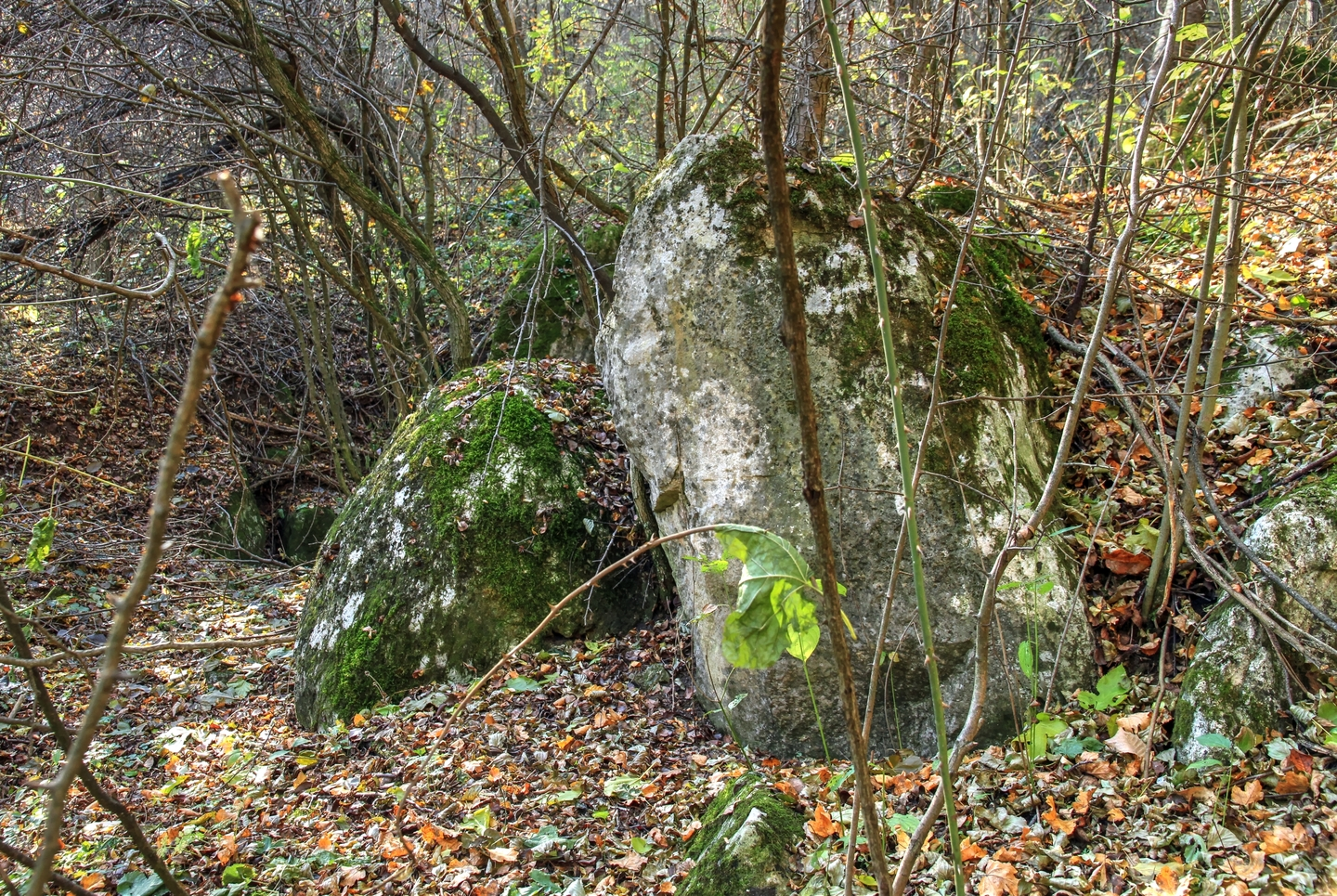
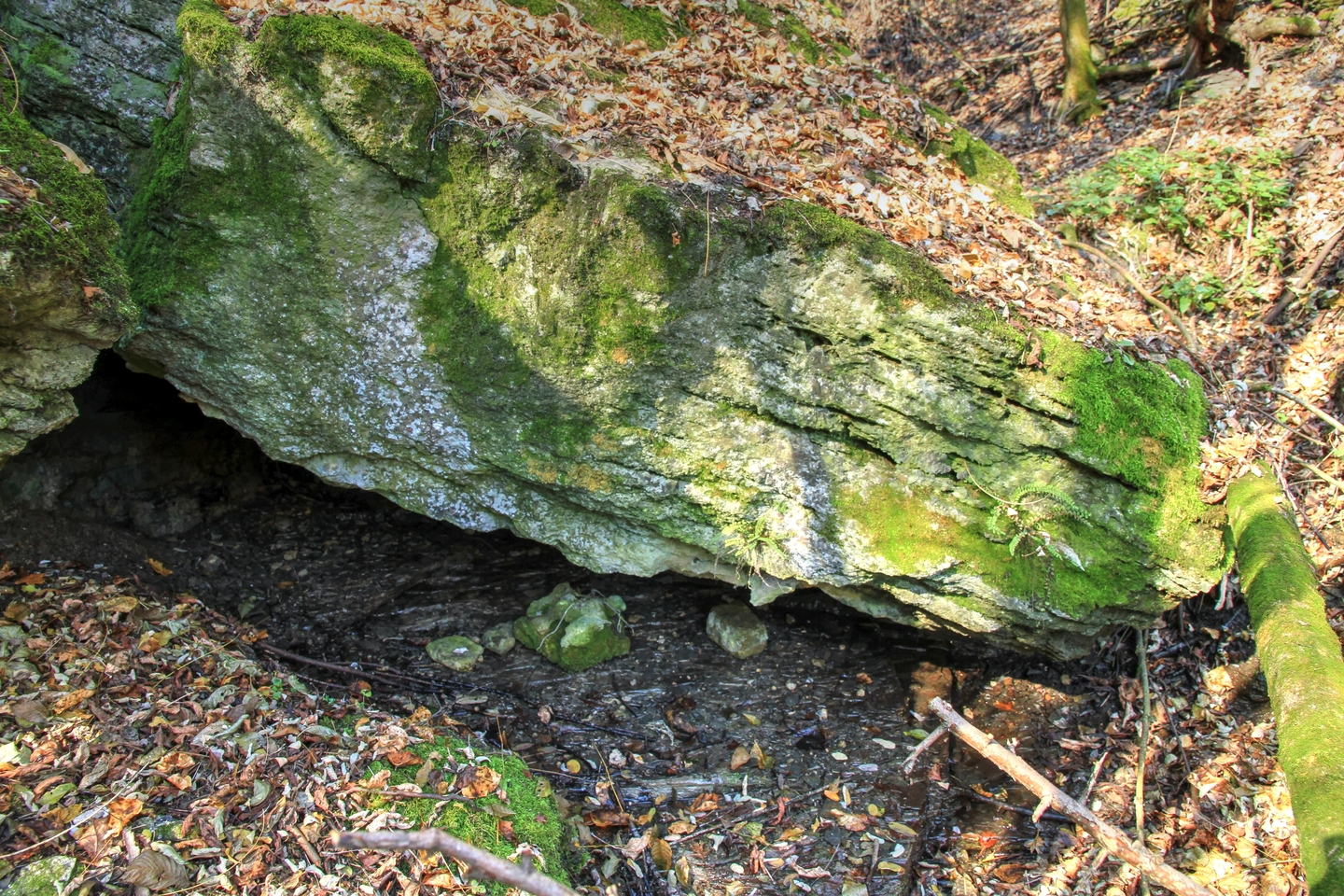
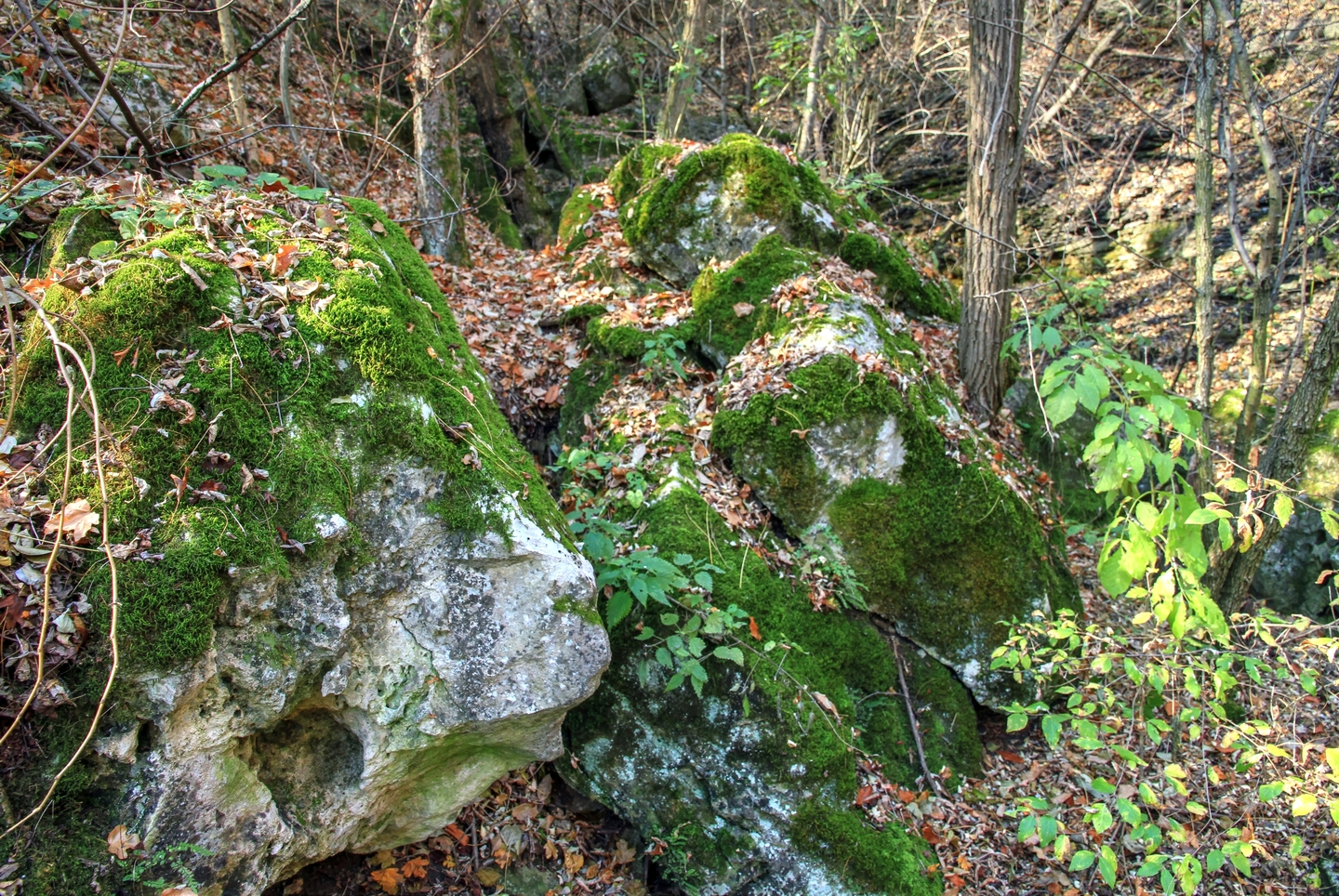
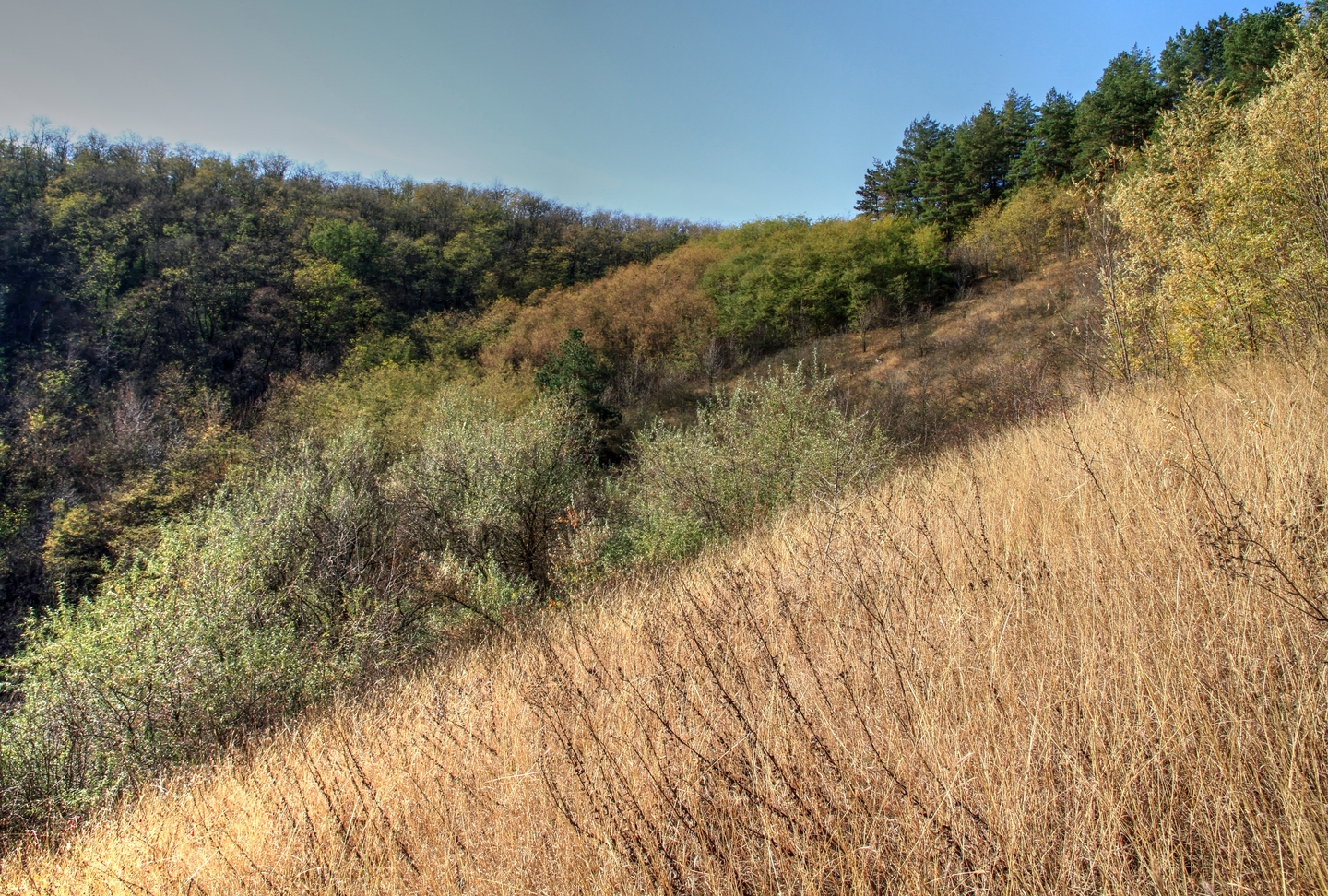